# Thunbergieae
Tribu
Classification phylogénétique
Les Thunbergieae sont une tribu de plantes à fleurs de la famille des Acanthaceae et de la sous-famille des Thunbergioideae.
Le nom honore le botaniste suédois Carl Peter Thunberg. Le genre type est Thunbergia.

## Liste des genres
Meyenia – Pseudocalyx – Thunbergia

## Publication originale
- Dumortier B.-C., 1829. Analyse des Familles de Plantes: avec l'indication des principaux genres qui s'y rattachent. 104 pp., Tournay, J. Casterman.